# Реморы
Реморы (лат. Remora) — род лучепёрых рыб из семейства прилипаловых. Обитают в тропических и умеренных водах всех океанов.

## Виды
Род включает 5 видов:
- Remora albescens (Temminck & Schlegel, 1850)
- Remora australis (F. D. Bennett, 1840)
- Remora brachyptera (Lowe, 1839) — Короткопёрая рыба-прилипало[1]
- Remora osteochir (Cuvier, 1829)
- Remora remora (Linnaeus, 1758) — Обыкновенная рыба-прилипало, или прилипала-ремора, или акулья ремора[3]

## Галерея
- Remora albescens
- Remora australis
- Remora brachyptera
- Remora osteochir